# Racot (przystanek kolejowy)
Racot – nieczynny kolejowy przystanek osobowy na linii nr 366 w Racocie, w województwie wielkopolskim, w Polsce. Zachował się budynek stacyjny. Przystanek znajduje się na trasie Krzywińskiej Kolei Drezynowej. Na stacji kręcono sceny do filmu Andrzeja Wajdy pt. Wszystko na sprzedaż.